# 후안 히네스 데 세풀베다

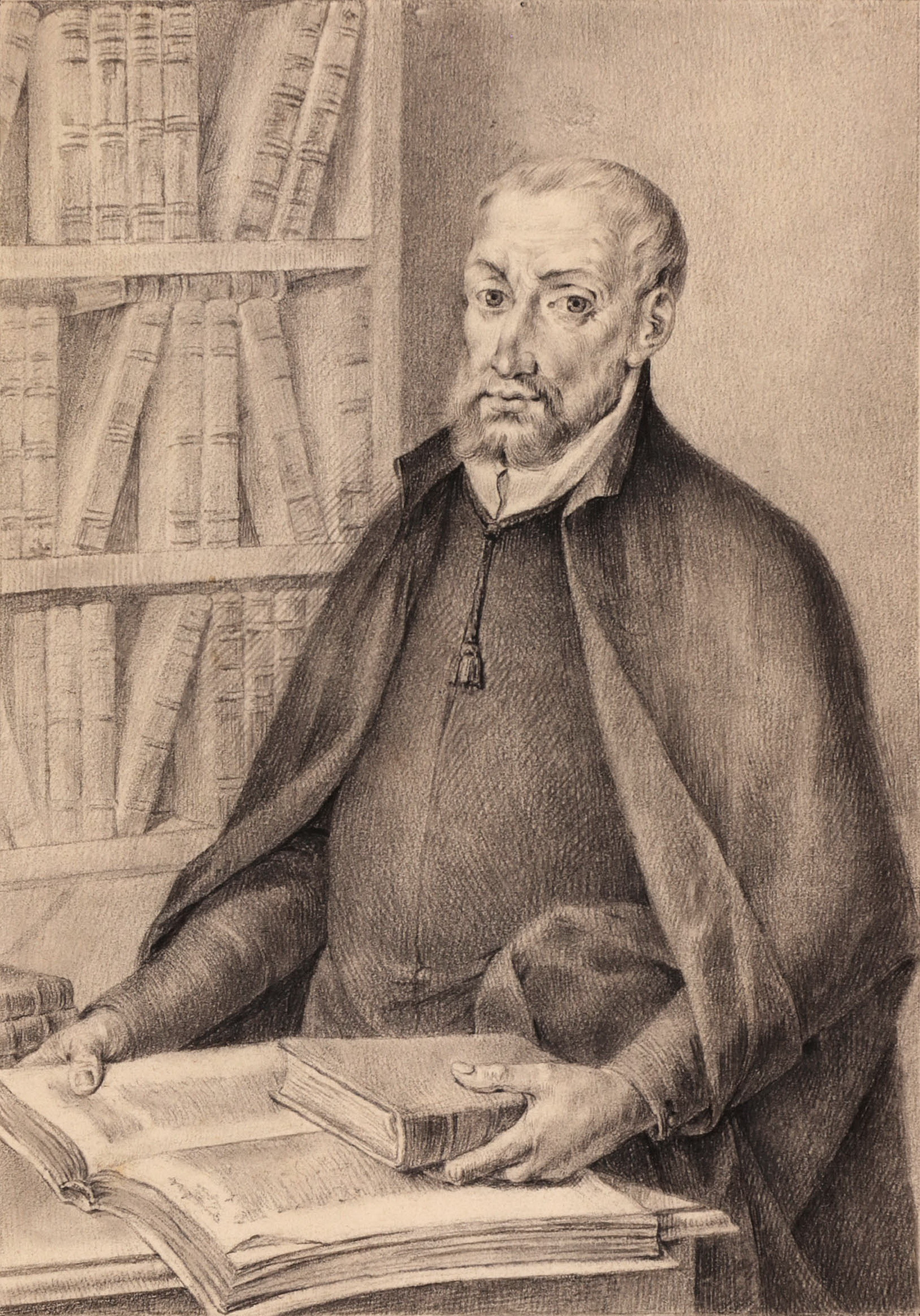

후안 히네스 데 세풀베다(스페인어: Juan Ginés de Sepúlveda: 1494년 6월 11일-1573년 11월 17일)는 에스파냐의 르네상스 인문주의자다.
1533년-1534년 데시데리위스 에라스뮈스에게 그리스어 신약성경과 코덱스 바티카누스의 차이에 관한 서신을 썼다.
1550년 바야돌리드 논쟁 때 바르톨로메 데 라스 카사스의 상대역으로 토론했다. 신대륙 원주민에게 온정적이었던 라스 카사스 주교에 대하여 세풀베다는 에스파냐의 정복의 권리를 옹호했으며, 자연법 논리에서 원주민들은 천성이 노예라고 주장했다. 세풀베다는 아리스토텔레스 철학의 전문가로, 상당수의 아리스토텔레스 저작을 라틴어로 번역했다.

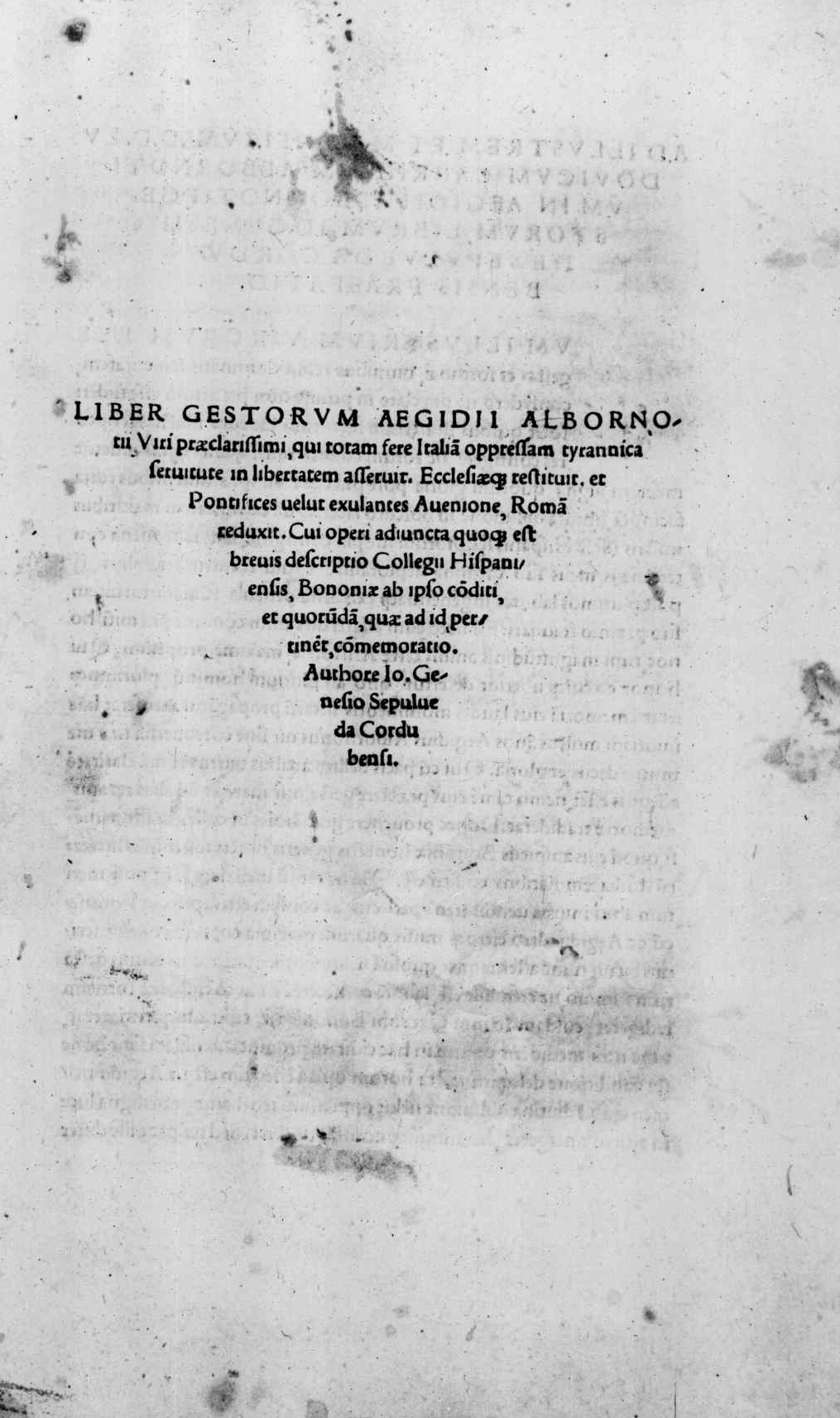
Liber gestorum Aegidii Albornotii, 1521

## 같이 보기
- 바야돌리드 회의